# Ariasella pandellei
Ariasella pandellei is een vliegensoort uit de familie van de Hybotidae. De wetenschappelijke naam van de soort is voor het eerst geldig gepubliceerd in 1941 door Séguy.